# Pyrethrum punctatum
Pyrethrum punctatum là một loài thực vật có hoa trong họ Cúc. Loài này được (Desr.) Bordz. ex Grossh. & Schischk. miêu tả khoa học đầu tiên năm 1924.